# 정의본색
정의본색은 2014년 12월 18일부터 2015년 1월 8일까지 문화방송에서 방영된 대한민국의 버라이어티 쇼이다. 이 프로그램은 MBC 플러스 미디어의 4개 채널 MBC Every1, MBC Music, MBC Dramanet, MBC Queen을 통해서도 방영되었다.
이 프로그램은 자신의 견해와 의견을 공유하는 실시간 청중과 함께 한국의 문제를 논의하는 것을 목표로 했다. 출연진은 관객과의 소통을 통해 관객이 표명한 문제를 해결하고자 노력했다.

## 캐스팅
- 김구라
- 니엘 (가수)
- 샘 해밍턴
- 샘 오취리
- 김보성
- 강철웅
- 윤형빈